# Młoda Góra
Młoda Góra (834 m n.p.m.) – dość rozłożysta góra w Paśmie Stożka i Czantorii w Beskidzie Śląskim.
Młoda Góra stanowi zakończenie grzbietu, odchodzącego od szczytu Kiczor w kierunku południowo-wschodnim poprzez Sałasz Dupny. Stoki południowe i wschodnie opadają do Olzy, zachodnie do Potoku Dupniańskiego. U wschodnich i południowych podnóży Młodej Góry znajduje się przełomowy odcinek doliny Olzy z kilkoma efektownymi meandrami.
Młoda Góra znajduje się w granicach wsi Istebna w województwie śląskim, w powiecie cieszyńskim. Na jej stokach rozłożone są luźno osiedla o tej samej nazwie. Jej wschodnimi zboczami biegnie żółto znakowany szlak turystyczny z Jaworzynki Trzycatka na Stożek.

## Przypisy

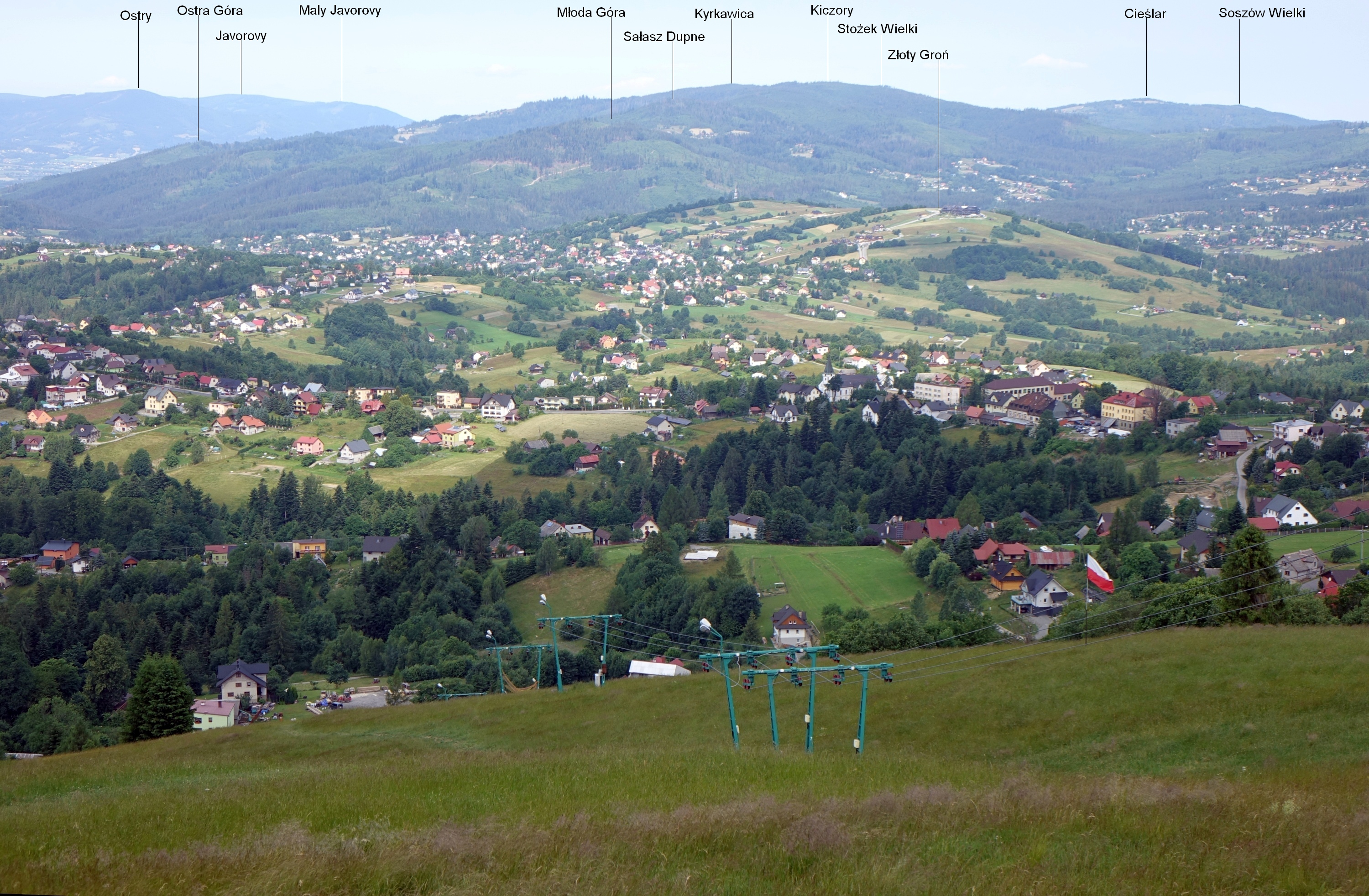
Widok z Ochodzitej